# Эйлст
Эйлст (нидерл. IJlst, з.-фриз. Drylts) — город в общине Юго-Западная Фрисландия провинции Фрисландия, Нидерланды. Является одним из так называемых Одиннадцати фризских городов. Население города составляет 3055 человек. Он расположен к северу от города Хег и к юго-западу от большого города Снек. Через город протекает река Геу, сливающаяся в городе с рекой Э. Геу является частью водного маршрута Снекермер — Снек — Эйлст — Хег — Хегермер и является оживлённым водным путем, особенно летом.
До 2011 года город был столицей бывшей общины Вимбритсерадел, а до муниципальной реорганизации в 1984 году Эйлст был независимой общиной.

## История
Существуют различные теории о происхождении названия Эйлст (нидерл. IJlst). Оно может происходить от названия укрепления Илостинс (нидерл. Ylostins), которое находилось в юго-западной части города. Возможно также, что оно происходит от Eeslot или IJslot, названия укрепления, которое находилось на реке, протекающей через Эйлст. Первоначальное название города было Ylike, которое позже превратилось в нидерландское Ylts и фризское Drylts. Y или Ee означает «вода», а like — это фризский глагол, что означает «медленно течь».
Эйлст имеет права города с 1268 года. Таким образом, это четвёртый город (после Ставерена, Хинделопена и Харлингена) во Фрисландии, получивший права города. Город был известен своей судостроением и торговлей. Город возник на реке Ауде-Э, которая была частью водного маршрута между Зёйдерзе или его предшественником Алмере и Мидделзе.
С 1654 по 1664 год Рейнир ван Тзюм был бургомистром Эйлста. Ван Тзюм был генеральным директором Голландской Ост-Индской компании в Сиаме (1643–1644), а также в Японии (1644–1646).